# Mukti Jaya (Muara Telang)
Mukti Jaya is een bestuurslaag in het regentschap Banyuasin van de provincie Zuid-Sumatra, Indonesië. Mukti Jaya telt 2307 inwoners (volkstelling 2010).